# Refa’el Pinchasi
Refa’el Pinchasi (hebr.: רפאל פנחסי, ang.: Rafael Pinhasi, Raphael Pinchasi, ur. 1940 w Kabulu) – izraelski handlarz diamentów, samorządowiec i polityk, w latach 1990–1992 minister komunikacji, w latach 1985–1988 wiceminister pracy i opieki społecznej, w 1990 wiceminister spraw wewnętrznych, w 1992 wiceminister finansów, w latach 1992–1993 wiceminister spraw religijnych, w latach 1984–1999 poseł do Knesetu z listy Szasu (Sefardyjskiej Partii Strażników Tory), jeden z założycieli tej partii.

## Życiorys
Urodził się 1940 w Kabulu. W 1950 wyemigrował do Izraela.
Służbę wojskową zakończył w stopniu sierżanta. Ukończył uczelnie religijne. Był handlarzem diamentów oraz dyrektorem szlifierni diamentów. W latach 1973–1983 był członkiem zarządu rady miejskiej w Bene Berak z lokalnego ortodoksyjnego ugrupowania, którego był założycielem. Był także zastępcą burmistrza miasta.
Był jednym z założycieli partii Szas. Z listy tego ugrupowania po raz pierwszy dostał się do izraelskiego parlamentu w wyborach parlamentarnych w 1984. W jedenastym Knesecie zasiadał w komisjach: spraw wewnętrznych i środowiska; finansów; spraw zagranicznych i obrony oraz budownictwa. 2 grudnia 1985 dołączył do pierwszego rządu Szimona Peresa jako wiceminister pracy i opieki społecznej w resorcie kierowanym przez Moszego Kacawa. Zastąpił na stanowisku Menachema Porusza. Pozostał na stanowisku również po zmianie premiera w połowie kadencji i powołaniu drugiego rządu Icchaka Szamira. Funkcję sprawował do 22 grudnia 1988. Wcześniej w listopadowych wyborach uzyskał reelekcję, a w Knesecie dwunastej kadencji pełnił funkcję zastępcy przewodniczącego. Był członkiem komisji budownictwa oraz spraw zagranicznych i obrony.
15 stycznia 1990 wszedł w skład trzeciego rządu Szamira jako wiceminister w Ministerstwie Spraw Wewnętrznych kierowanym przez Arje Deriego. Pozostał na stanowisku do końca kadencji 11 czerwca 1990. W powołanym w tym samym dniu kolejnym rządzie Szamira stanął na czele Ministerstwa Komunikacji, którym kierował do 13 lipca 1992. W czerwcowych wyborach po raz trzeci został wybrany posłem. W trzynastym Knesecie był członkiem komisji finansów; budownictwa; ds. statusu kobiet i równouprawnienia oraz spraw wewnętrznych i środowiska. 4 sierpnia dołączył do – powołanego niecały miesiąc wcześniej – drugiego rządu Icchaka Rabina. Został zastępcą Awrahama Szochata w Ministerstwie Finansów. Funkcję sprawował do 31 grudnia kiedy objął stanowisko wiceministra spraw religijnych w resorcie kierowanym przez samego premiera. 14 września 1993, jak inni członkowie Szasu, został odwołany ze swojego stanowiska.
Uzyskał reelekcję w wyborach w 1996, a w Knesecie czternastej kadencji stanął na czele frakcji Szasu, przewodniczył komisji budownictwa oraz komitetowi wspólnemu ds. budżetu obronnego. Zasiadał także w komisjach spraw zagranicznych i obrony oraz nauki i technologii. W 1999 utracił miejsce w parlamencie.